# Stockholm Golfclub
De Stockholm Golfclub (Zweeds: Stockholms Golfklubb) is een golfclub net buiten de Zweedse hoofdstad Stockholm.
Het is de een na oudste golfclub van Zweden. Hij werd in 1904 opgericht door onder anderen kroonprins Gustav Adolf die ook de eerste voorzitter van de club werd.

## De baan

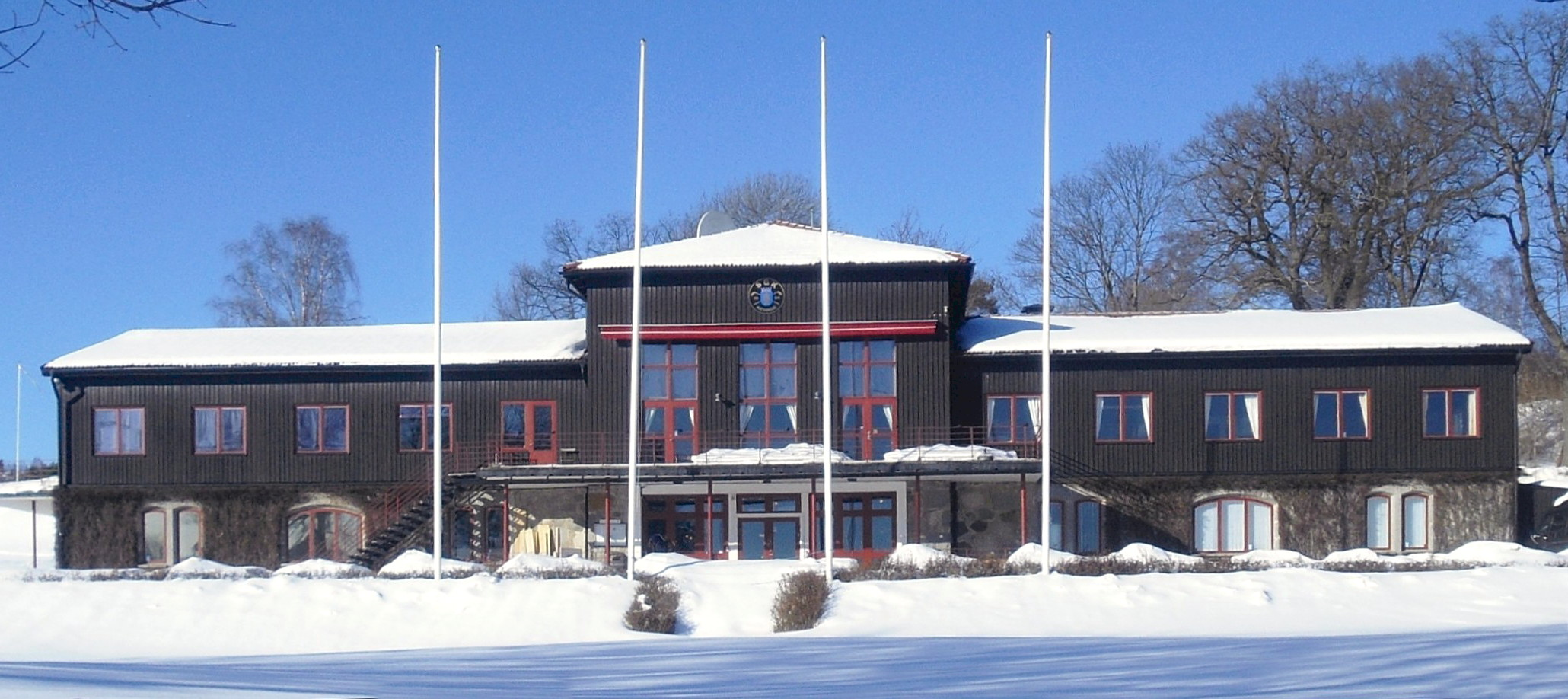
Clubhuis

De club had eerst een 9 holesbaan in Råsunda. Later verhuisde de club naar Lidingö en had daar de eerste Zweedse 18 holesbaan aangelegd. In 1928 wilde Lidingö wilde echter het land aan de club verkopen, maar de club had daar niet genoeg geld voor. Ze moesten weer verhuizen en vonden een stuk grond bij Kevinge. In 1932 werd de nieuwe par-72 baan geopend door Gustav Adolf en de Prince of Wales, die vier jaar later koning Edward VIII van Engeland werd. Het ontwerp van de nieuwe baan is een samenraapsel van verschillende voorstellen, gedaan door onder anderen Hawtree en J.S.F Morrison van het bureau van Harry Colt. Uiteindelijk werd de combinatie van alle voorstellen samengevat door Rafael Sundblom, toen baancommissaris en later secretaris van de club, en later golfbaanarchitect.
Het is tegenwoordig een par-69 baan. Bij de eerste negen holes zijn huizen gebouwd waardoor sommige holes zijn ingekort, en de par daar nog maar 33 is. De tweede negen holes zijn mooi en kijken deels over water en een oud kasteel uit. Het clubhuis kijkt uit over de baan en het Edsviken-meer.

## De club
- In 1954 gaf de club een jubileumboekje uit: Stockholms Golfklubb, 1904-1954, en Jubileumsskrift.
- In 1977 werd het Scandinavian Open op deze baan gespeeld. Winnaar was de Amerikaan Bob Byman.
- In 2007 werd het clubhuis gerenoveerd.

## Trivia
- Kristina Tucker (1984) is lid van deze club. Zij woont in de Verenigde Staten en speelt op de Futures Tour.